# François Smet
François Smet (Melsele, 30 mei 1939 – Beveren, 29 mei 2025) was een Belgisch politicus voor CD&V. Hij was burgemeester van Beveren in de provincie Oost-Vlaanderen.

## Biografie
Smet studeerde aan de Universiteit van Leuven en werd er in 1961 doctor in de wetenschappen in de richting scheikunde. Smet was als student actief geweest in de KSA en was geïnteresseerd in toneel. Vanuit het studentmilieu was hij zo mee betrokken in de oprichting van de Kamer Edelweiss Toneelgroep (KET). Na zijn studies ging hij werken als leraar biochemie. In 1984 werd hij directeur van de Broederschool in Sint-Niklaas, wat hij tot 1994 zou blijven.
De oom van zijn vrouw was schepen en zo raakte ook Smet betrokken in de gemeentelijke politiek. In 1976 nam hij voor het eerst deel aan de verkiezingen. Hij was zes jaar secretaris van de lokale CVP en werd in 1982 verkozen als gemeenteraadslid. Hij werd meteen ook schepen van cultuur, leefmilieu en feestelijkheden.
In 1993 volgde hij dan Marcel Van der Aa op als burgemeester. Ook na de volgende verkiezingen bleef Smet burgemeester. In 2005 stopte hij op 66-jarige leeftijd met actieve politiek en werd hij opgevolgd door Marc Van de Vijver.